# Drosophila nasutoides
Drosophila nasutoides este o specie de muște din genul Drosophila, familia Drosophilidae, descrisă de Toyohi Okada în anul 1964.
Este endemică în Samoa. Conform Catalogue of Life specia Drosophila nasutoides nu are subspecii cunoscute.